# Chaïne Staelens
Chaïne Staelens est une ancienne joueuse néerlandaise de volley-ball née le 7 novembre 1980 à Courtrai (Belgique). Elle mesure 1,94 m et jouait au poste de réceptionneuse-attaquante. Elle a totalisė 365 sélections en équipe des Pays-Bas.

## Biographie
Son père Jean-Pierre Staelens est entraineur de volley-ball. Sa sœur Kim Staelens est également ancienne joueuse de volley-ball.

## Clubs
| Club                       | De        | À         |
| -------------------------- | --------- | --------- |
| VVC Vught                  | 1995-1996 | 1997-1998 |
| VC Weert                   | 1998-1999 | 1999-2000 |
| Rio de Janeiro Volêi Clube | 2000-2001 | 2000-2001 |
| Volley Vicenza             | 2001-2002 | 2001-2002 |
| USC Münster                | 2002-2003 | 2003-2004 |
| Pallavolo Aragona          | oct 2004  | déc 2004  |
| Pallavolo Reggio Emilia    | déc 2004  | mai 2005  |
| Martinus Amstelveen        | 2005-2006 | 2007-2008 |
| Dinamo Moscou              | 2008-2009 | 2008-2009 |
| Denso Airybees             | 2009-2010 | 2009-2010 |
| Pioneer Red Wings          | 2010-2011 | 2012-2013 |

## Palmarès

### Équipe nationale
- Grand Prix Mondial
  - Vainqueur : 2007.
- Championnat d'Europe
  - Finaliste : 2009.

### Clubs
- Championnat des Pays-Bas
  - Vainqueur : 1996, 1997, 2000, 2006, 2007, 2008.
- Coupe des Pays-Bas
  - Vainqueur : 1996, 1997, 2000, 2006, 2007, 2008.
- Supercoupe des Pays-Bas
  - Vainqueur : 1996, 1997, 2006, 2007.
- Supercoupe d'Italie
  - Vainqueur : 2001.
- Championnat d'Allemagne
  - Vainqueur : 2004.
  - Finaliste : 2003.
- Coupe d'Allemagne
  - Vainqueur : 2004.